# Найкраща практика
Найкра́ща пра́ктика (англ. Best Practice) — спосіб чи метод реалізації бізнес-процесів, який вважається найкращим серед усіх інших відомих методів. Згідно ідеї найкращої практики, в будь-якій діяльності існує оптимальний спосіб досягнення мети, і цей спосіб, який опинився ефективним в одному місці, може виявитися настільки ж ефективним і в іншому. У літературі з менеджменту англійський термін часто перекладається на українську як передовий досвід.

## Основні риси найкращих практик:
- Ефективність — забезпечують досягнення високих результатів у порівнянні з іншими підходами.
- Відтворюваність — можуть бути застосовані в різних організаціях та умовах.
- Обґрунтованість — базуються на наукових дослідженнях, аналітичних даних або успішному практичному досвіді.
- Гнучкість — допускають певну адаптацію під конкретні потреби організації чи галузі.

## Мета системи найкращих практик
Метою створення та впровадження системи найкращих практик є:
- накопичення, узагальнення та поширення ефективних рішень;
- підвищення загальної якості діяльності;
- уникнення повторення помилок, які вже були виявлені в інших організаціях;
- оптимізація використання ресурсів;
- прискорення процесів розвитку та вдосконалення організаційних процесів.